# Комиссия ООН по наблюдению, контролю и инспекциям
Комиссия ООН по наблюдению, контролю и инспекциям, сокр. ЮНМОВИК (от англ. United Nations Monitoring, Verification and Inspection Commission — UNMOVIC) — вспомогательный орган Генеральной Ассамблеи ООН, созданный 17 декабря 1999 года в результате принятия резолюции 1284 Совета Безопасности ООН. ЮНМОВИК была призвана заменить бывшую Специальную комиссию Организации Объединенных Наций (ЮНСКОМ) и продолжить осуществление мандата ЮНСКОМ, предусматривавшего ликвидацию иракского оружия массового поражения и ракет дальностью свыше 150 км и обеспечение функционирования системы постоянного наблюдения и контроля в целях проверки выполнения Ираком его обязательств не приобретать вновь оружие, запрещённое Советом Безопасности.

## Структура комиссии
Руководителем ЮНМОВИК является Исполнительный председатель, однако помимо Канцелярии Исполнительного председателя, на которую возложены исполнительные функции, правовые вопросы и вопросы связи, в состав ЮНМОВИК входят четыре отдела: Отдел планирования и операций, Отдел анализа и оценки, Отдел информации и Отдел технической поддержки и подготовки кадров, а также Административная служба. Кроме того существует Коллегия уполномоченных при ЮНМОВИК, в состав которой назначены 16 человек. Данная коллегия должна давать рекомендации и советы Исполнительному председателю в его работе. Коллегия уполномоченных при ЮНМОВИК собирается не менее четырех раз в год, проводя закрытые заседания для обсуждения доклада и других организационных и оперативных мероприятий.
В соответствии с Уставом ООН сотрудники ЮНМОВИК подбираются с учётом необходимости обеспечить высокий уровень работоспособности, компетентности и добросовестности и важности подбора персонала на максимально широкой географической основе. В штат сотрудников Комиссии входят специалисты по вооружению, аналитики, учёные, инженеры и специалисты по вопросам оперативного планирования.
Штаб-квартира ЮНМОВИК находится в Центральных учреждениях Организации Объединенных Наций в Нью-Йорке.
29 июня 2007 года резолюцией 1762 Совета Безопасности ООН мандат ЮНМОВИК прекращён.

## Исполнительные председатели ЮНМОВИК
- 1 марта 2000 — 30 июня 2003 — Ханс Бликс (Швеция);
- 1 июля 2003 — 29 июня 2007 — Димитриос Перрикос (Греция).